# Spectroscopie de résonance acoustique

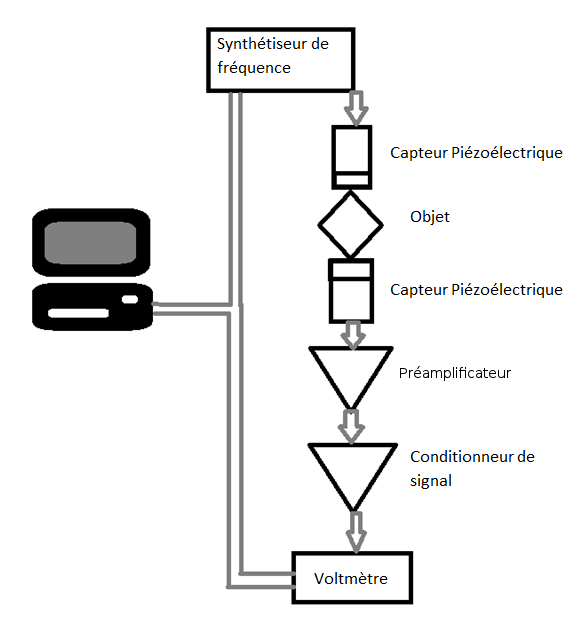
Schéma d'un montage de base d’un spectromètre de résonance acoustique, d’après Meirovitch

La spectroscopie par résonance acoustique (ARS) a été développée en 1989 par Dipen Sinha du Laboratoire national de Los Alamos. Il avait combiné un vieil analyseur de balayage de fréquence avec deux capteurs piézoélectriques. Un capteur était utilisé comme émetteur et l’autre comme récepteur. Lorsque l’émetteur vibrait l’objet examiné, le récepteur enregistrait la vibration de résonance et un spectre de fréquence. La spectroscopie par résonance acoustique est une technique non destructive qui permet de détecter les molécules rapidement. Cette technique a été inventée pour la guerre ; elle permettait d’analyser rapidement la présence de substances chimiques, nucléaires, ou biologiques mortelles qui proviendraient d’artillerie de ces genres. Le système pouvait être transporté facilement, ne nécessitant pas de gros appareils. Par la suite, comme l’ARS était une technique non destructive, Lodder l’utilisa pour l’analyse de bois rare ou de vieille espèce de bois pour la restauration historique.

## Technique
La technique consiste à exciter un objet avec un balayage rapide d’onde acoustique pour faire vibrer l’objet en mode normal de vibration. Ce dernier est en fait une oscillation de l’objet à la suite d'une perturbation qui est semblable à l’état stable de l’objet, cette oscillation est alors associée à une fréquence. Le domaine des ondes de cette technique est large, puisqu’il inclut les ultrasons et les infrasons qui ont une fréquence variant de 0 à 10 MHz. Cela permet de produire un spectre de résonance acoustique de l’objet. À l’aide de ce spectre, beaucoup d’informations sur la structure et sur la composition de l’objet peuvent être déterminées. En spectroscopie de résonance acoustique, l’analyte n’est pas nécessairement un solide, il peut aussi être un liquide ou un gel. L’ARS permet d’analyser des objets très petits, qui peuvent faire partie de l’échelle du millimètre, jusqu’à de gros objets de la gamme du mètre. La taille de l’objet va déterminer la zone de fréquence de résonance dans la mesure du spectre. La fréquence de résonance des petits objets est généralement proche du mégahertz, tandis que les gros objets sont plus compliqués et leurs spectres peuvent s’étendre du kilohertz aux mégahertz. Les spectres sont transformés à l’aide d'une transformée de Fourier pour faciliter les lectures des résonances de l’objet analysé. Comme la technique repose sur le principe d’un balayage de plusieurs longueurs d’onde sur l’objet, la résolution varie selon la vitesse du balayage. Plus le balayage sera rapide, moins bonne sera la résolution. L’énergie d’excitation est gardée constante et très basse. Cette énergie est conservée basse en cas d’analyse d’objets très explosifs pour des raisons de sécurité.

## Utilité
La technique de spectroscopie de résonance acoustique varie facilement selon les propriétés physiques de l’objet analysé. Par exemple, lorsqu’on fait varier la hauteur d’un liquide dans un contenant, un décalage de fréquence des modes vibrationnelle se produit, toutefois, le décalage pour chacun des modes vibrationnelles est différent. Ce décalage serait inversement proportionnel à la variation du liquide, alors si  la quantité de liquide est diminuée, le mode vibrationnelle va être relié à une fréquence plus élevée. De plus, la densité des liquides a un impact sur la fréquence de résonance. Les liquides à plus basse densité vont avoir une résonance à des fréquences plus élevées que les liquides à haute densité. De plus, la densité et la quantité de liquide ne sont pas les seuls facteurs à faire varier le spectrogramme. Des propriétés physiques comme la viscosité et la vitesse du son dans le liquide peuvent faire varier l’amortissement des ondes sonores dans le liquide. Alors à l’aide de ces variations, il est possible d’identifier un liquide ou du moins avec certains liquides près. Tout cela peut se faire au travers d’un contenant scellé, donc il n’est pas nécessaire d’être en contact direct avec le liquide. Toutefois, pour ce faire, la structure interne du contenant doit être connue pour pouvoir identifier le liquide.

## Application
La technique ARS n’est pas seulement utilisé pour la détermination des propriétés physiques d’un système, mais elle sert plutôt à utiliser les allures spectrales et les variations physiques détectées dans un objet. Cette technique est alors plus utilisée pour comparer que pour quantifier ou qualifier. L’ARS est surtout présent dans les vérifications et les tests de conformités des armes chimiques. Comme plusieurs obus de munition sont identiques de l’extérieur et qu’ils ne possèdent pas tous les mêmes composés chimiques à l’intérieur, il est nécessaire de les analyser et comme l’ARS ne nécessite pas l’ouverture des obus, cette technique permet d’identifier le contenu des obus par comparaison de façon rapide et non invasive. Elle permet aussi de déterminer si le contenu est composé de gros explosif qui est généralement solide ou d’agents chimiques qui sont pour leur part des liquides. Comme ces composés possèdent tous des propriétés physiques, comme la densité, la viscosité ou la vitesse du son, ils sont facilement discernables les uns des autres par leur signature acoustique. De plus, il est possible de déterminer si les composés sont solides ou liquides, puisque les résonances possèdent des différences de résonances qui permettent de déterminer leur phase. Cette technique ne permet pas d’identifier avec certitude la composition chimique de l’objet analysé, toutefois, les spectres peuvent être comparés pour identifier la composition de l’objet, si le spectre de référence est de composition connue. La technique ARS permet d’identifier l’uniformité ou la tolérance des objets. Elle peut aussi être utilisée pour trouver des cavités cachées dans des objets qui par exemple pourraient servir à entreposer des drogues ou encore pour déterminer si les objets sont remplis de poudre. Il est aussi possible de déterminer la présence de salmonelles dans les œufs de poulets. Ces bactéries montrent certaines caractéristiques spécifiques de résonance lorsqu’elles sont présentes dans les œufs de poulet.
Cette technique a trois utilisations principales :
- elle peut être utilisée pour comparer la signature acoustique d’un objet par rapport à un spectre de référence pour détecter des variations physiques, la quantité d’analyte, les impuretés dans le matériel, ou encore des cavités ou des fissures dans le matériel ;
- elle permet de déterminer la détérioration d’objet dans le temps ;
- elle permet d'identifier un objet à l’aide des propriétés physiques du fluide révélé par le spectre.

L’identification par ARS est toutefois grossière, alors il est nécessaire de confirmer avec une autre méthode si possible.